# Čil Ustun
ČiI Ustun je krasová jeskyně o délce 400 metrů, která se nachází v Ošské oblasti v jihozápadní části Kyrgyzstánu, poblíž hranic s Uzbekistánem. 

## Poloha
Jeskyně Čil Ustun se nachází asi 23 km západně od města Oš, přibližně 3,5 kilometru od města Aravan. Z geografického hlediska leží jeskyně na přechodu z Ferganské kotliny, ve které se nachází město Oš, k Alajskému hřbetu, který charakterizuje jihozápadní Kyrgyzstán a příhraniční oblast v Tádžikistánu. V blízkosti jeskyně Čil Ustun se nachází několik dalších jeskyní, které jsou spolu s jeskyní Čil Ustun chráněny jako přírodní památka.

## Popis
Čil Ustun je krasová jeskyně vytvořená rozrušením vápence. Vstup do jeskyně je na jižním svahu 1460 metrů vysoké hory nad strmou a šikmou skálou v nadmořské výšce 1100 metrů. Jeskyně má celkovou délku čtyři sta metrů a skládá se ze tří dómů různé velikosti, které jsou spojeny mezi sebou velmi úzkými chodbami. Největší komora má délku sto metrů, šířku padesát metrů a výšku dvacet metrů. Dómy jeskyní Čil Ustun jsou vyzdobeny stalagmity, které vznikly srážením rozpuštěného CaCO3 vlivem změny tlaku a teploty, a stalaktity, které vyrůstají od stropu jeskyně. Stalagmity a stalaktity daly pravděpodobně jeskyni její název, jež pochází z tádžištiny (čil) a uzbečtiny (ustun), což znamená 40 kůlů. Interiér jeskyně je charakterizován různými druhy hornin a jedinečnými barvami, od světle krémových barev až po tmavě hnědé barvy. Staří jeskyně se odhaduje na 350 milionů let.
Jeskyně je ve zcela přírodním stavu, infrastruktura pro návštěvníky v okolí jeskyně a v jeskyni není k dispozici. Návštěvníci by si proto při návštěvě jeskyně měli najmout místního průvodce.

## Objev
Uvnitř jeskyně jsou na zdech četné arabské nápisy, což naznačuje, že jeskyně byla známá již po mnoho staletí. První popis jeskyně Evropanem je z roku 1877 umělcem M. Müllerem, který přišel do regionu s francouzskou expedicí a popsal ve svých záznamech jeskyni Čil Ustun.